# Manufaktura

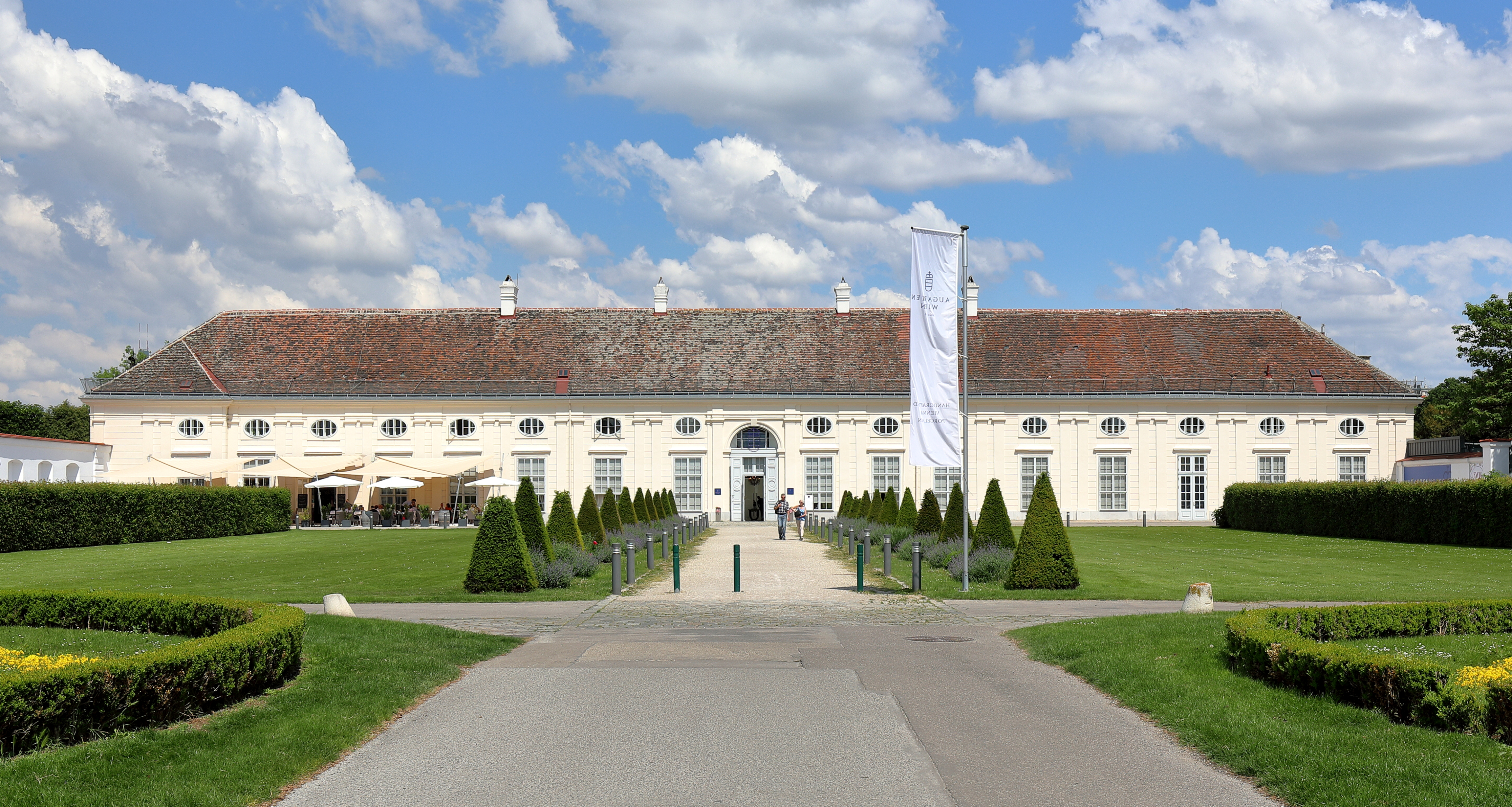
Historická manufaktura na výrobu porcelánu, Augarten (Leopoldstadt, Rakousko).

Manufaktura (z latinského manu facere pracovat rukama) je velká dílna, ve které je práce rozdělena mezi velký počet dělníků, z nichž každý dělá jen dílčí úkony, a to bez významného využití strojů. Manufaktury představují tradiční podobu kapitalistického hospodaření a k tomuto uskutečnění bylo potřeba mnoho podmínek, např. koncentrace individuálního kapitálu, masa dělníků a široký trh pro prodej vyrobených výrobků. Předpokladem vzniku manufaktury byla velká poptávka po určitém druhu zboží a nahromadění prostředků, který její založení umožnil. První manufaktury vznikly ve 14. století ve Flandrech a v italské Florencii. Vyrábělo se v nich především sukno. V 16. století byly soukenické manufaktury hojně zakládány v Anglii. Manufakturní výroba  znamenala přechod od středověké řemeslné výroby k strojové tovární velkovýrobě.
Pojem manufakturní výroby v anglicky mluvícím světě je chápán jako výroba (manufacturing), tedy zahrnující veškerou výrobu od řemeslné výroby až po tovární výrobu. Manufakturní výrobě je často přiřazován pojem craft production (řemeslná výroba), který ovšem v sobě zahrnuje, mimo manufakturní výroby, také individuální řemeslnou výrobu.

## Vlastnosti
Výhody
Specializace činností, speciální nástroje a lepší technologie mají za následek, vyšší produktivitu práce, nižší cenu zboží a za určitých podmínek i kvalitnější výrobek.
Nevýhody
Výrobek již nebyl „vizitkou“ konkrétního člověka, takže někdy byl méně kvalitní.
Pokud se člověk pokusil o osamostatnění, nebylo pro něj možné začít vlastní firmu, kde by vyráběl produkty, jelikož znal jen malou část celé práce.

## Rozdělení manufaktur
Existují dva základní typy manufaktur:
Rozptýlené manufaktury
Byly přechodným jevem a postupně buď zanikly nebo se přeměnily v manufaktury soustředěné. Princip manufaktur rozptýlených byl následující. Dělníci pracovali v několika dílnách, někdy ve svých domech. Domy obešel faktor, rozdal surovinu, vybral hotové zboží a zaplatil mzdu. Předstupněm rozptýlené manufaktury byl nákladnický systém.
Soustředěné manufaktury
Byly velké dílny, do nichž byla soustředěna veškerá výroba.

## Základní rozlišnosti od řemeslné a tovární výroby
- řemeslná výroba - ruční výroba a individuální výroba
- manufakturní výroba - ruční výroba a dělba práce
- tovární výroba - strojová výroba a dělba práce